# Cossypha archeri
Cossypha archeri е вид птица от семейство Muscicapidae.

## Разпространение
Видът е разпространен в Бурунди, Демократична република Конго, Руанда и Уганда.